# Nadleśnictwo Browsk
Nadleśnictwo Browsk – jednostka organizacyjna Lasów Państwowych podległa Regionalnej Dyrekcji Lasów Państwowych w Białymstoku. Siedziba Nadleśnictwa znajduje się w przysiółku Gruszki, w Guszczewinie w powiecie hajnowskim, w województwie podlaskim. Nadleśnictwo Browsk wchodzi w skład Leśnego Kompleksu Promocyjnego Puszcza Białowieska.
Nadleśnictwo obejmuje część powiatu hajnowskiego (gminy Hajnówka, Narewka i Narew). Sąsiaduje z Białowieskim Parkiem Narodowym.
Nazwa nadleśnictwa pochodzi od miejscowości Browsk. Po przesunięciu granic w 1945, Browsk znalazł się po stronie sowieckiej (obecnie Białoruś). Mimo to nadleśnictwo zachowało przedwojenną nazwę. Tym samym Browsk jest jedyną miejscowością leżącą poza granicami Polski, która dała nazwę obecnemu polskiemu nadleśnictwu.

## Historia
Nadleśnictwo Browskie powstało w 1919. Jego siedzibą była wieś Gruszki. Przed wojną istniało ponadto Nadleśnictwo Narewka. Po II wojnie światowej z powodu zmiany granic nastąpił nowy podział na nadleśnictwa. Istniały wówczas nadleśnictwa Browsk, Narewka i Lacka Puszcza.
1 stycznia 1972 połączono nadleśnictwa Narewka i Lacka Puszcza w Nadleśnictwo Narewka. 1 stycznia 1973 zostało ono przyłączone do Nadleśnictwa Browsk. 16 lipca 1996 jego powierzchnia uległa zmniejszeniu w wyniku przekazania części lasów do Białowieskiego Parku Narodowego.

## Ochrona przyrody
Na terenie nadleśnictwa znajdują się cztery rezerwaty przyrody:
- Dolina Waliczówki
- Gnilec
- Lasy Naturalne Puszczy Białowieskiej
- Siemianówka

## Drzewostany
Typy siedliskowe lasów nadleśnictwa (z ich udziałem procentowym):
- las świeży 23,63%
- bór mieszany świeży 19,93%
- las mieszany świeży 13,15%
- las wilgotny 11,37%
- ols jesionowy 8,22%
- las mieszany wilgotny 6,78%
- bór świeży 6,14%
- inne 10,78%